# Рани-Покхари
Рани-Покхари (непальск. रानी पोखरी) — пруд в центральной части Катманду — столицы Непала. Является местной достопримечательностью.
Рани-Покхари создан в 1670 году (1727 год по непальскому календарю) королём Пратапом из династии Малла в память о своём погибшем сыне Чакрабартендре. Для наполнения пруда применялась вода, привезённая из святых для индуистов мест, таких как Бадринатх, Кедарнатх, Госайкунда, Муктинатх и река Кали-Гандак.
По замыслу короля пруд должен был служить знаком утешения для королевы, потрясённой смертью сына.
Пруд имеет квадратную форму, в центре расположен храм Шивы, соединённый с берегом каменным пешеходным мостом. Храм открывается для посещений один раз в году в день Бхаи-Тика — пятый и последний день фестиваля Тихар. В 1934 году во время землетрясения храм Шивы был разрушен, впоследствии восстановлен заново.
На южной стороне пруда установлена статуя, изображающая короля Пратапа Маллу и его семью, едущих на белом каменном слоне.